# Tomas Divi
Tomas Divi, né le 2 octobre 1904 à Gérone et mort le 6 janvier 1971 à Châteaudun, est un artiste peintre espagnol, naturalisé français en 1961.

## Biographie
Tomas divi est né à Gérone, province de Catalogne, Espagne, en 1904. Son père, José Divi, est professeur à l'École des Beaux-arts de Barcelone et sa mère, Dolorès Beyras, est peintre sur étoffes. Le jeune Tomas entre à l'École des Beaux-arts de Barcelone à 13 ans. Élève appliqué, il est doué pour la ligne, la forme et la couleur et obtient son diplôme.
Jusqu'en 1936, Tomas Divi vit grâce à la peinture et travaille occasionnellement chez son frère, prothésiste dentaire, pour compléter ses revenus. Cette année-là, il se retrouve mobilisé dans l'armée régulière espagnole, en tant que cartographe de la cavalerie. En 1939, comme beaucoup d'autres réfugiés, il arrive en France. Il s'installe à Châteaudun l'année d'après et il y restera jusqu'à la fin de sa vie. C'est là qu'il rencontre Germaine Crépeau, qui devient sa femme.
Il achète une maison en 1949, rue du Champdé, et y installe son atelier. Il y passe la plupart de son temps libre, recevant la visite de ses amis et de ses élèves. Dans cet atelier, il peint ses œuvres majeures, introduisant ainsi l'art contemporain à Châteaudun.
Nécessitant des soins, l'artiste est hospitalisé en 1968, mais il continuera à peindre jusqu'à sa mort, en 1971.
Un premier hommage lui est rendu en octobre 2004 pour le centenaire de sa naissance. L'exposition « Rétrospective Divi » est organisée par l'association Zarbo à l'Hôtel-Dieu, lieu où il est mort. Parallèlement, la Maison de la Beauce expose une partie de ses œuvres et Michel Breton écrit un livre sur l'artiste, qu'il a bien connu, en tant qu'élève et ami.
Le musée de Châteaudun lui dédie une exposition du 2 octobre 2010 au 2 janvier 2011. Après le décès de son mari en 1971, Germaine Crépeau-Divi donne à la Ville un ensemble de 21 tableaux, tous répartis dans les écoles élémentaires de Châteaudun.

## Hommages
- Son nom est honoré par le collège Tomas-Divi de Châteaudun.